# نیو کلو، بریتیش کلمبیا
نیو کلو، بریتیش کلمبیا (به انگلیسی: New Clew, British Columbia) یک منطقهٔ مسکونی در کانادا است که در بریتیش کلمبیا واقع شده‌است.